# Ráckeve
Ráckeve è una città di 9.726 abitanti situata nella contea di Pest, nell'Ungheria settentrionale.

## Amministrazione

### Gemellaggi
- Calden, Germania
- Ciumani, Romania
- Kovin, Serbia